# The Sound Inside
The Sound Inside è un'opera teatrale del drammaturgo statunitense Adam Rapp, debuttata a Williamstown nel 2018.

## Trama
Bella Lee Baird è una professoressa di mezz'età che insegna scrittura creativa all'Università Yale. Poco dopo aver compiuto cinquantatré anni, Bella scopre di soffrire di cancro allo stomaco in secondo stadio, con una prognosi poco incoraggiante. All'inizio del nuovo semestre Bella conosce Christopher, un giovane studente con diverse idiosincrasie, tra cui il rifiuto di usare le e-mail e adeguarsi alle norme dell'università. Christopher confessa a Bella di aver letto il suo ultimo romanzo, pubblicato diciassette anni prima e accolto tiepidamente dalla critica. Il giovane sta lavorando a un proprio romanzo, di cui esplora lo sviluppo della trama durante diverse ore d'ufficio con la docente.
Tra Christopher e Bella si instaura un rapporto via via più intimo, finché la professoressa non porta fuori a cena lo studente, che gli racconta dalla sua vita e del suo romanzo. Dopo la piacevole serata, comunque, Christopher si allontana dall'insegnante, che rimane sorpresa dalla freddezza dello studente non riuscendone a capire le cause. La salute di Bella, intanto, peggiora rapidamente e la donna comincia a cercare online metodi indolori su come suicidarsi e alla fine opta per un'iniezione letale, che acquista su un sito specializzato. Bella però non può somministrarsi da sola le tre punture che la porterebbero alla morte, visto che la prima è un potente sonnifero; decide quindi di chiedere aiuto a Christopher. Lo studente, senza sapere le ragioni dell'invito, porta a Bella il proprio romanzo e la professoressa ne rimane entusiasta. Quando chiede allo studente di aiutarla a morire lo studente acconsente e procede con la prima delle tre iniezioni.
Tuttavia, Bella si risveglia dopo alcune ore, dato che Christopher non ha proseguito con le altre due punture, che le avrebbero dovuto paralizzare il sistema respiratorio e poi il cuore. Christopher è sparito misteriosamente, lasciando il romanzo (senza firma) a casa della professoressa. Poco dopo il corpo del giovane viene ritrovato nella neve, morto assiderato e suicida come il protagonista del suo romanzo. Dopo alcuni cicli di chemio, Bella si riprende miracolosamente e torna a insegnare, colpita e segnata da quanto successo con Christopher Dunn.

## Storia delle rappresentazioni

### Il debutto
The Sound Inside è stata commissionata dal Lincoln Center ed ha fatto il suo debutto al Williamstown Theatre Festival il 27 giugno 2018, rimanendo in cartellone fino all'8 luglio. David Cromer curava la regia, mentre i due protagonisti erano interpretati da Mary-Louise Parker e Will Hochman.
Viste le recensioni positive, The Sound Inside fu riproposto allo Studio 54 di Broadway, dove rimase in cartellone per cento rappresentazioni dal 17 ottobre 2019 al 12 gennaio 2020; Cromer tornò a dirigere il dramma, con Parker e Hochman ancora una volta nei ruoli principali. La pièce ha ottenuto recensioni molto positive e unanimi sono state le lodi per la scrittura di Rapp, la regia di Cromer e la performance della Parker; nell'ottobre 2020 The Sound Inside ha ottenuto sei candidature ai Tony Award, tra cui migliore opera teatrale, miglior regia di un'opera teatrale e migliore attrice protagonista in un'opera teatrale (Parker, vinto).